# 欧陽炯
欧陽 炯（おうよう けい、896年（乾寧3年） - 971年（開宝4年））は、中国五代十国時代の後蜀の大臣、花間派詞人。字は不詳。益州華陽県（現在の四川省成都市双流区）の人。父は唐の通泉県（現在の四川省遂寧市射洪市）令欧陽珏。

## 経歴
生まれは唐の昭宗の乾寧3年（896年）、欧陽炯は若くして前蜀の後主王衍に仕えて中書舎人となり、蜀が亡びると後唐に帰順し、秦州（現在の甘粛省天水市）従事となる。孟知祥が西川節度使に任じられると、欧陽炯は西川（益州）に戻った。その後、西川節度使に任じられた孟知祥が成都を拠点に自立し、後蜀を建てると、欧陽炯は今度は孟知祥に仕え、再び中書舎人となる。広政12年（949年）、後主孟昶は彼を任命して翰林学士とし、950年、欧陽炯は知貢挙・判太常寺。礼部侍郎に遷り、陵州（現在の四川省眉山市）刺史を拝領し、吏部侍郎に転じ、承旨を加贈された。961年。欧陽炯は門下侍郎兼戸部尚書・平章事・監察国史を拝し、宰相となった。965年、宋の太祖が後蜀を滅ぼすと、欧陽炯は宋に帰順し、右散騎常侍となり、にわかに翰林学士に充てられ、左散騎常侍に転じた。
太祖の開宝4年（971年）、宋が南漢を滅ぼすと、彼は南海を祭る一件で、太祖の弟の趙光義に罪を得て、本官西京分司を以て卒した。年は76歳、工部尚書を追贈された。

## 芸術的評価
長笛を吹くのが上手で、宋の太祖は偏殿まで召し出して吹かせたという。また詞に巧みであり、風格は極めてなよやかな趣で、女子の心の有様を写すのが上手である。鄭振鐸は、欧陽炯を「『花間集』中、温（温庭筠）・韋（韋荘）の後を継ぐに堪うる一大作家である」と評している。
また、詩の代表作として、『貫休応夢羅漢画歌』『題景煥画応天寺壁天王歌』等がある。

## 代表詞作
| 巫山一段雲     | 巫山一段雲                     | 巫山一段雲                                                     |
| 白文           | 書き下し文                     | 訳文                                                           |
| -------------- | ------------------------------ | -------------------------------------------------------------- |
| 春去秋來也     | 春去り 秋来たるや              | 春は去り秋がやって来た                                         |
| 愁心似醉醺     | 愁心 酔醺に似たり              | 物寂しい気持ちは酔いが身に沁むよう                             |
| 去時邀約早回輪 | 去る時 約を邀えて 早に輪を回す | 別れる時に、また会う約束をすると、早々と車輪を返して去って行く |
| 及去又何曾     | 去るに及びて又た何ぞ曾てせんや | あなたが去る時に今まで何かこんなことってあったかしら           |
|                |                                |                                                                |
| 歌扇花光黦     | 歌扇の花光 黦たり              | わたしが歌舞に使う扇の花柄は黝んで色褪せ                       |
| 衣珠滴淚新     | 衣珠 滴って 涙 新たなり        | 服に縫い付けた珠飾りが滴り落ちるように涙もまた新たに滴り落ちる |
| 恨身翻不作車塵 | 恨むらくは 身 翻って車塵と作り | 残念なのは、変身してその車輪に付く土ぼこりとなって             |
| 萬里得隨君     | 万里 君に随うを得ざらんことを  | 万里の長途、ずっとあなたに付いて行けないこと                   |

- 注釈

1. ↑  「巫山一段雲」は題名ではなく詞調名（詞牌）。
2. 1 2  「也」で「秋が来た！」と強調している。
3. 1 2  「醺」は字義通りには「ほろ酔い」だが、ここでは「酔醺」で、酔ってふらついて気分が悪いことを言うようだ。
4. 1 2  「邀約」で「（また会う）約束をする」。
5. 1 2  反語。「今までこんなこと何もなかったのに！」。
6. 1 2  黒ずんだ黄色。黒ずみ色褪せた様子。
7. 1 2  残念な気持ち。心残りな気持ち。
8. 1 2  「身翻」で、生まれ変わる。または変身する。
9. ↑  付き従う。付いて行く。
10. ↑  長い道のり。

| 南郷子         | 南郷子                             | 南郷子                                                         |
| 白文           | 書き下し文                         | 訳文                                                           |
| -------------- | ---------------------------------- | -------------------------------------------------------------- |
| 畫舸停橈       | 画舸 橈を停む                      | 彩られた船が櫂を停める                                         |
| 槿花籬外竹横橋 | 槿花 籬外 竹 横たわる橋            | 槿（むくげ）の花咲く垣根の外、竹を架け渡した橋のあたり         |
| 水上遊人沙上女 | 水上の遊人 沙上の女                | 水上の船に乗った旅人に河原の砂の上の女性が                     |
| 迴顧           | 迴顧し                             | 振り返り                                                       |
| 笑指芭蕉林裏住 | 笑って指さす 芭蕉 林裏に住めり、と | 笑いながら芭蕉の林を指をさす、あの中に住んでいる、という様子で |

- 注釈

1. ↑  「南郷子」は題名ではなく詞調名（詞牌）だが、「江南の郷村」という意味に解せば、内容と一致している。このような場合を「本意」と呼ぶ。
2. ↑  「舸」は大きな船。
3. ↑  『歴代名詞選』（1965年）, pp.116-117では“槿の花咲く垣根の外の竹の生えている辺りに「よこたわ」って架けられた橋”としているが、『全唐五代词释注』（1998年）, pp.1139-1140 (籍成山 撰稿)では“槿の花咲く垣根の外に「竹を架け渡して作った橋」”としている。

| 春光好         | 春光好                       | 春光好                                                               |
| 白文           | 書き下し文                   | 訳文                                                                 |
| -------------- | ---------------------------- | -------------------------------------------------------------------- |
| 花滴露         | 花 露を滴らせ                | 花はしとどに露を滴らせ                                               |
| 柳搖煙         | 柳 煙に揺る                  | 柳は霞の中で揺れる                                                   |
| 艷陽天         | 艶陽の天                     | 日の煌めく麗らかな春の空                                             |
| 雨霽山櫻紅欲爛 | 雨 霽れ 山櫻 紅 爛せんと欲し | 雨が上がって晴れた空に、山桜が灼けるように真っ赤に咲き乱れて         |
| 谷鶯遷         | 谷鶯 遷る                    | 鶯は谷渡りする                                                       |
|                |                              |                                                                      |
| 飮處交飛玉斝   | 飲む処 交〻玉斝を飛ばし      | 飲み会では、玉の盃を投げ交わすように乾杯し合い                       |
| 游時倒把金鞭   | 遊ぶ時 倒に金鞭を把る        | 遊ぶ時は、気ままに黄金なす鞭を手に騎り回す                           |
| 風颭九衢楡葉動 | 風は九衢に颭いで 楡葉 動き   | 四方八方に広がる街角の至る所に、風がどっと吹きつけ楡の葉が揺さぶられ |
| 簇靑錢         | 青銭を簇がらす               | 緑青ふいた銅銭のような青い楡の実を吹き溜まらせる                     |

- 注釈

1. ↑  「春光好」は題名ではなく詞調名（詞牌）だが、「春の明るい景色の麗らかさ」という意味に解せば、内容と一致している。このような場合を「本意」と呼ぶ。
2. 1 2  「山桜」と訳すが、元より日本の山桜ではなかろう。赤い花が美しい山に生えるバラ科の植物であろう。
3. ↑  谷間の鶯。鶯（うぐいす）と言っても日本のウグイスではなくコウライウグイス。黄鸝（こうり）・倉庚（そうこう）・黄鶯（こうおう）・黄鳥（こうちょう）などとも呼ぶ。
4. ↑  谷間を行き来する。
5. ↑  ウグイスが鳴きながら谷間をあちこち行き来する事を指す表現。本来、日本のウグイスに対して使い、コウライウグイスのことではないが、同様の動きを指しているので、使用してみる。
6. ↑  「〻」は踊り字（繰り返し記号）の1種で、二の字点や揺すり点などという。
7. ↑  「斝」は古代の酒器、杯の1種。ここでは、「玉斝」で杯の美称。
8. ↑  「金鞭」は、鞭の美称。「倒に金鞭を把る」というのは、思い思いに鞭を手に馬を騎り回す様子を表す。
9. ↑  楡は良く街路樹として植えられる。